# Inline-Skaterhockey-Bundesliga 2006
Die Saison 2006 war die 11. Spielzeit der Inline-Skaterhockey-Bundesliga. Dabei wird zum 21. Mal ein Deutscher Meister ermittelt. Ausrichter ist die Sportkommission Inline-Skaterhockey Deutschland im Deutschen Rollsport und Inline-Verband. Die Hauptrunde startete am 11. März 2006. Deutscher Meister wurde der HC Köln-West, welcher sich im Finale gegen die Bissendorfer Panther durchsetzen konnte.

## Teilnehmer

### 1. Bundesliga Nord
Die 1. Bundesliga Nord umfasste neun Mannschaften mit den beiden Aufsteigern aus der 2. Bundesliga Nord, dem Crefelder SC und den Salt City Boars Lüneburg. Aus der Südstaffel rückten die Crash Eagles Kaarst in die Nordgruppe. Nicht mehr am Spielbetrieb teilnahmen die Powerkrauts Berlin (Rückzug), Absteiger Ahauser SV und die ERC Hannover Hurricanez, deren erste Mannschaft sich dem Vorjahres-Dritten der 2. Bundesliga Nord, den Bissendorfer Panthern angeschlossen hat. Die Panther übernehmen den Platz des ERC in der 1. Bundesliga Nord.
| Klub                     | Standort | Vorjahr                   | Play-offs                 |
| ------------------------ | -------- | ------------------------- | ------------------------- |
| Adler Strausberg         | Berlin   | 6. Nord                   | -                         |
| Bissendorfer Panther *   | Wedemark | 2. Nord                   | Halbfinale                |
| Crash Eagles Kaarst      | Kaarst   | 3. Süd                    | Viertelfinale             |
| Crefelder SC             | Krefeld  | 1. der 2. Bundesliga Nord | 1. der 2. Bundesliga Nord |
| Duisburg Ducks           | Duisburg | 1. Nord                   | Deutscher Meister         |
| Moskitos Essen           | Essen    | 5. Nord                   | -                         |
| Samurai Iserlohn         | Iserlohn | 3. Nord                   | Viertelfinale             |
| Salt City Boars Lüneburg | Lüneburg | 2. der 2. Bundesliga Nord | 2. der 2. Bundesliga Nord |
| Hamburg Sharks           | Hamburg  | 7. Nord                   | -                         |

* Zuletzt als ERC Hannover Hurricanez

### 1. Bundesliga Süd
Die 1. Bundesliga Süd umfasste ebenfalls neun Mannschaften mit den Aufsteigern aus der 2. Bundesliga Süd, den Langenfeld Devils und den Hotdogs Bräunlingen.
| Klub                   | Standort             | Vorjahr                  | Play-offs                |
| ---------------------- | -------------------- | ------------------------ | ------------------------ |
| TV Augsburg            | Augsburg             | 3. Süd                   | Viertelfinale            |
| Hotdogs Bräunlingen    | Bräunlingen          | 1. der 2. Bundesliga Süd | 1. der 2. Bundesliga Süd |
| Düsseldorf Rams        | Düsseldorf           | 4. Süd                   | Halbfinale               |
| Freiburg Beasts        | Freiburg im Breisgau | 7. Süd                   | -                        |
| Dragons Heilbronn      | Heilbronn            | 6. Süd                   | -                        |
| HC Köln-West           | Köln                 | 1. Süd                   | Vizemeister              |
| SG Langenfeld Devils   | Langenfeld           | 2. der 2. Bundesliga Süd | 2. der 2. Bundesliga Süd |
| VT Zweibrücken Snipers | Zweibrücken          | 5. Süd                   | -                        |
| Uedesheim Chiefs       | Neuss                | 2. Süd                   | Halbfinale               |

## Modus
Die Staffel Nord und Süd gehen mit jeweils neun Mannschaften an den Start. Innerhalb jeder Staffel trifft jede Mannschaft in Hin- und Rückspiel auf jede andere Mannschaft. Für einen Sieg gibt es zwei Punkte, für ein Unentschieden einen Punkt. Bei Punktgleichheit zum Ende der Hauptrunde entscheidet der direkte Vergleich über die Rangfolge. Die ersten vier Mannschaften jeder Staffel erreichen die Play-offs. Die Teams auf den Rängen fünf und sechs haben den Klassenerhalt erreicht. Die Mannschaften auf den Rängen sieben und acht spielen über Kreuz eine Play-down-Serie. Die Sieger verbleiben in der 1. Bundesliga, die Verlierer treten in der Relegation gegen die Zweiten der beiden Staffeln der 2. Bundesliga an. Die Sieger der beiden Relegationsserien spielen in der nächsten Saison in der 1. Bundesliga. Die Mannschaften auf den Rängen neun (Nord und Süd) steigen direkt in die 2. Bundesliga ab. Die beiden Meister der 2. Bundesliga steigen direkt in die 1. Bundesliga auf. Der Sieger der Play-offs ist Deutscher Meister.

## Vorrunde

### 1. Bundesliga Nord
|    | Mannschaft               | Sp | S  | U | N  | Tore    | +/-   | P  |
| -- | ------------------------ | -- | -- | - | -- | ------- | ----- | -- |
| 1. | Bissendorfer Panther     | 16 | 15 | 1 | 0  | 167:46  | 121   | 31 |
| 2. | Duisburg Ducks           | 16 | 13 | 2 | 1  | 171:61  | 110   | 28 |
| 3. | Samurai Iserlohn         | 16 | 9  | 1 | 6  | 133:101 | 32    | 19 |
| 4. | Moskitos Essen           | 16 | 9  | 1 | 6  | 107:96  | 11    | 19 |
| 5. | Crash Eagles Kaarst      | 16 | 7  | 1 | 8  | 92:84   | 8     | 15 |
| 6. | Crefelder SC             | 16 | 6  | 1 | 9  | 87:139  | - 52  | 13 |
| 7. | Salt City Boars Lüneburg | 16 | 5  | 1 | 10 | 96:80   | 16    | 11 |
| 8. | Hamburg Sharks           | 16 | 4  | 0 | 12 | 84:123  | - 39  | 8  |
| 9. | Adler Strausberg *       | 16 | 0  | 0 | 16 | 22:229  | - 207 | 0  |

* Die Adler Strausberg zogen sich nach acht Spielen zurück; die ausgetragenen Partien blieben in der Wertung, die übrigen Spiele wurden jeweils mit 10:0 für den Gegner gewertet.

### 1. Bundesliga Süd
|    | Mannschaft             | Sp | S  | U | N  | Tore    | +/-  | P  |
| -- | ---------------------- | -- | -- | - | -- | ------- | ---- | -- |
| 1. | HC Köln-West           | 16 | 11 | 3 | 2  | 135:60  | 75   | 25 |
| 2. | Uedesheim Chiefs       | 16 | 12 | 1 | 3  | 136:85  | 51   | 25 |
| 3. | Düsseldorf Rams        | 16 | 11 | 2 | 3  | 91:66   | 25   | 24 |
| 4. | Dragons Heilbronn      | 16 | 10 | 0 | 6  | 98:85   | 13   | 20 |
| 5. | TV Augsburg            | 16 | 6  | 4 | 6  | 104:87  | 17   | 16 |
| 6. | Hotdogs Bräunlingen    | 16 | 4  | 2 | 10 | 73:98   | - 25 | 10 |
| 7. | Freiburg Beasts        | 16 | 3  | 3 | 10 | 104:134 | - 30 | 9  |
| 8. | SG Langenfeld Devils   | 16 | 3  | 2 | 11 | 79:138  | - 59 | 8  |
| 9. | VT Zweibrücken Snipers | 16 | 2  | 3 | 11 | 78:145  | - 67 | 7  |

Abkürzungen: Sp = Spiele, S = Siege, U = Unentschieden, N = Niederlagen, P = Punkte

Erläuterungen:

## Play-offs
Die Play-off-Spiele werden im Modus „Best of Three“ ausgetragen.

### Play-off-Baum
| Viertelfinale | Viertelfinale        | Viertelfinale        |   |                      | Halbfinale | Halbfinale | Halbfinale |  |  | Finale | Finale | Finale |
|               |                      |                      |   |                      |            |            |            |  |  |        |        |        |
| N1            | Bissendorfer Panther | 2                    |   |                      |            |            |            |  |  |        |        |        |
| S4            | Dragons Heilbronn    | 1                    |   |                      |            |            |            |  |  |        |        |        |
| S4            | Dragons Heilbronn    | 1                    |   | Bissendorfer Panther | 2          |            |            |  |  |        |        |        |
|               |                      |                      |   | Bissendorfer Panther | 2          |            |            |  |  |        |        |        |
|               |                      | Uedesheim Chiefs     | 0 |                      |            |            |            |  |  |        |        |        |
| S2            | Uedesheim Chiefs     | Uedesheim Chiefs     | 0 | 2                    |            |            |            |  |  |        |        |        |
| S2            | Uedesheim Chiefs     |                      |   |                      |            |            |            |  |  |        |        |        |
| N3            | Samurai Iserlohn     | 0                    |   |                      |            |            |            |  |  |        |        |        |
| N3            | Samurai Iserlohn     | 0                    |   | Bissendorfer Panther | 0          |            |            |  |  |        |        |        |
|               |                      |                      |   | Bissendorfer Panther | 0          |            |            |  |  |        |        |        |
|               |                      | HC Köln-West Rheinos | 2 |                      |            |            |            |  |  |        |        |        |
| N2            | Duisburg Ducks       | HC Köln-West Rheinos | 2 | 2                    |            |            |            |  |  |        |        |        |
| N2            | Duisburg Ducks       |                      |   |                      |            |            |            |  |  |        |        |        |
| S3            | Düsseldorf Rams      | 0                    |   |                      |            |            |            |  |  |        |        |        |
| S3            | Düsseldorf Rams      | 0                    |   | HC Köln-West         | 2          |            |            |  |  |        |        |        |
|               |                      |                      |   | HC Köln-West         | 2          |            |            |  |  |        |        |        |
|               |                      | Duisburg Ducks       | 0 |                      |            |            |            |  |  |        |        |        |
| S1            | HC Köln-West         | Duisburg Ducks       | 0 | 2                    |            |            |            |  |  |        |        |        |
| S1            | HC Köln-West         |                      |   |                      |            |            |            |  |  |        |        |        |
| N4            | Moskitos Essen       | 0                    |   |                      |            |            |            |  |  |        |        |        |

### Viertelfinale
|                      |   |                   | Serie | 1    | 2         | 3    |
| -------------------- | - | ----------------- | ----- | ---- | --------- | ---- |
| Bissendorfer Panther | – | Dragons Heilbronn | 2:1   | 8:3  | 4:6       | 12:3 |
| Uedesheim Chiefs     | – | Samurai Iserlohn  | 2:0   | 13:3 | 8:5       | -    |
| Duisburg Ducks       | – | Düsseldorf Rams   | 2:0   | 9:4  | 5:4       | -    |
| HC Köln-West         | – | Moskitos Essen    | 2:0   | 4:2  | 6:5 n. V. | -    |

### Halbfinale
|                      |   |                  | Serie | 1   | 2   | 3 |
| -------------------- | - | ---------------- | ----- | --- | --- | - |
| Bissendorfer Panther | – | Uedesheim Chiefs | 2:0   | 7:5 | 5:3 | - |
| HC Köln-West         | – | Duisburg Ducks   | 2:0   | 9:6 | 6:5 | - |

### Finale
|                      |   |              | Serie | 1         | 2         | 3 |
| -------------------- | - | ------------ | ----- | --------- | --------- | - |
| Bissendorfer Panther | – | HC Köln-West | 0:2   | 6:7 n. V. | 4:5 n. V. | - |

## Play-downs
Die Play-down-Spiele werden im Modus „Best of Three“ ausgetragen.
|                          |   |                   | Serie | 1    | 2   | 3         |
| ------------------------ | - | ----------------- | ----- | ---- | --- | --------- |
| Salt City Boars Lüneburg | – | Langenfeld Devils | 2:1   | 6:10 | 5:3 | 8:7 n. V. |
| Freiburg Beasts          | – | Hamburg Sharks    | 2:0   | 13:8 | 4:3 | -         |

## Relegation
Die Relegationsspiele werden in Hin- und Rückspiel ausgetragen. Der Gesamtsieger einer Relegationsserie ergibt sich aus der Addition beider Spiele. Die beiden Verlierer der Play-downs treffen auf die Zweiten der 2. Bundesliga: Mendener Mambas (Nord) und HC Kollnau (Süd).
|                   |   |                 | Gesamt | Hin | Rück |
| ----------------- | - | --------------- | ------ | --- | ---- |
| HC Kollnau        | – | Hamburg Sharks  | 11:9   | 4:3 | 7:6  |
| Langenfeld Devils | – | Mendener Mambas | 11:13  | 5:3 | 6:10 |

Damit steigen der HC Kollnau und die Mendener Mambas in die 1. Bundesliga auf sowie die Hamburg Sharks und die Langenfeld Devils in die 2. Bundesliga ab.

## Aufsteiger
Aus den 2. Bundesligen steigen die Highlander Lüdenscheid (Meister 2. Bundesliga Nord) und die TSV Schwabmünchen Mammuts (Meister 2. Bundesliga Süd) direkt auf.

## Pokalsieger
Im Endspiel um den Deutschen Inline-Skaterhockey-Pokal 2006 gewann der HC Köln-West am 10. Dezember 2006 gegen die Samurai Iserlohn in Krefeld mit 11:5.